# Chosenia urbaniana
Chosenia urbaniana är en videväxtart som först beskrevs av Karl Otto von Seemen, och fick sitt nu gällande namn av N. Chao. Chosenia urbaniana ingår i släktet Chosenia och familjen videväxter. Inga underarter finns listade i Catalogue of Life.